# Grand Prix Formule 1 van Oostenrijk 1974
De Grand Prix Formule 1 van Oostenrijk 1974 werd gehouden op 18 augustus 1974 op de Österreichring.

## Uitslag
| Positie | Nummer | Rijder                | Team              | Ronden | Tijd/Opgave      | Startplaats | Punten |
| ------- | ------ | --------------------- | ----------------- | ------ | ---------------- | ----------- | ------ |
| 1       | 7      | Carlos Reutemann      | Brabham-Ford      | 54     | 1:28:44.72       | 2           | 9      |
| 2       | 6      | Denny Hulme           | McLaren-Ford      | 54     | + 42.92          | 10          | 6      |
| 3       | 24     | James Hunt            | Hesketh-Ford      | 54     | + 1:01.54        | 7           | 4      |
| 4       | 28     | John Watson           | Brabham-Ford      | 54     | + 1:09.39        | 11          | 3      |
| 5       | 11     | Clay Regazzoni        | Ferrari           | 54     | + 1:13.08        | 8           | 2      |
| 6       | 10     | Vittorio Brambilla    | March-Ford        | 54     | + 1:13.82        | 20          | 1      |
| 7       | 33     | David Hobbs           | McLaren-Ford      | 53     | +1 Ronde         | 17          |        |
| 8       | 17     | Jean-Pierre Jarier    | Shadow-Ford       | 52     | +2 Ronden        | 23          |        |
| 9       | 30     | Dieter Quester        | Surtees-Ford      | 51     | +3 Ronden        | 25          |        |
| 10      | 23     | Tim Schenken          | Trojan-Ford       | 50     | +4 Ronden        | 19          |        |
| 11      | 9      | Hans Joachim Stuck    | March-Ford        | 48     | Ophanging        | 15          |        |
| 12      | 26     | Graham Hill           | Lola-Ford         | 48     | +6 Ronden        | 21          |        |
| NC      | 35     | Ian Ashley            | Token-Ford        | 46     | Niet geklasseerd | 24          |        |
| NF      | 1      | Ronnie Peterson       | Lotus-Ford        | 45     | Aandrijving      | 6           |        |
| NF      | 2      | Jacky Ickx            | Lotus-Ford        | 43     | Botsing          | 22          |        |
| NF      | 4      | Patrick Depailler     | Tyrrell-Ford      | 42     | Botsing          | 14          |        |
| NF      | 8      | Carlos Pace           | Brabham-Ford      | 41     | Brandstoflek     | 4           |        |
| NF      | 5      | Emerson Fittipaldi    | McLaren-Ford      | 37     | Motor            | 3           |        |
| NC      | 21     | Jacques Laffite       | Iso Marlboro-Ford | 37     | Niet geklasseerd | 12          |        |
| NF      | 20     | Arturo Merzario       | Iso Marlboro-Ford | 24     | Benzinesysteem   | 9           |        |
| NF      | 16     | Tom Pryce             | Shadow-Ford       | 22     | Spin             | 16          |        |
| NF      | 14     | Jean-Pierre Beltoise  | BRM               | 22     | Motor            | 18          |        |
| NF      | 12     | Niki Lauda            | Ferrari           | 17     | Motor            | 1           |        |
| NF      | 27     | Rolf Stommelen        | Lola-Ford         | 14     | Ongeluk          | 13          |        |
| NF      | 3      | Jody Scheckter        | Tyrrell-Ford      | 8      | Motor            | 5           |        |
| NQ      | 31     | Ian Scheckter         | Hesketh-Ford      |        |                  |             |        |
| NQ      | 43     | Leo Kinnunen          | Surtees-Ford      |        |                  |             |        |
| NQ      | 18     | Derek Bell            | Surtees-Ford      |        |                  |             |        |
| NQ      | 22     | Mike Wilds            | Ensign-Ford       |        |                  |             |        |
| NQ      | 19     | Jean-Pierre Jabouille | Surtees-Ford      |        |                  |             |        |
| NQ      | 32     | Helmuth Koinigg       | Brabham-Ford      |        |                  |             |        |

## Statistieken
| Pole-position | Niki Lauda     | Ferrari | 1:35.40 |
| Snelste ronde | Clay Regazzoni | Ferrari | 1:37.22 |

## Noot
- Dit was het debuut van de Oostenrijkse coureur Helmut Koinigg.
- Tiende snelste ronde voor een Zwitserse coureur.
- Vijfde podiumplaats voor Carlos Reutemann.

1963 · 1964 · 1970 · 1971 · 1972 · 1973 · 1974 · 1975 · 1976 · 1977 · 1978 · 1979 · 1980 · 1981 · 1982 · 1983 · 1984 · 1985 · 1986 · 1987 · 1997 · 1998 · 1999 · 2000 · 2001 · 2002 · 2003 · 2014 · 2015 · 2016 · 2017 · 2018 · 2019 · 2020 · 2021 · 2022 · 2023 · 2024 · 2025